# Штумпф, Ремиг
Ремиг Штумпф (нем. Remig Stumpf; 25 марта 1966, Швайнфурт, Бавария — 14 мая 2019, Бергрхайнфельд, Бавария) — немецкий шоссейный велогонщик, выступавший на профессиональном уровне в 1988—1993 годах. Победитель и призёр многих крупных гонок на шоссе своего времени, двукратный участник «Тур де Франс», представитель сборной ФРГ на летних Олимпийских играх в Сеуле.

## Биография
Ремиг Штумпф родился 25 марта 1966 года в городе Швайнфурт, ФРГ.
Серьёзно заниматься велоспортом начал в Нюрнберге в местном одноимённом велоклубе. Показывал высокие результаты уже на юниорском уровне, в частности в 1983 году выиграл гонку Internationale 3-Etappen-Rundfahrt, финишировал шестым в групповой гонке на чемпионате мира среди юниоров в Окленде.
В 1986 году был лучшим на любительских «Туре Кёльна», «Туре Берлина», «Туре Дюрена», выиграл серебряную медаль в командной гонке с раздельным стартом на чемпионате ФРГ среди любителей, в той же дисциплине стал четвёртым на чемпионате мира в Колорадо-Спрингс, отметился выступлением на «Вуэльте Кубы», где на одном из этапов сумел финишировать третьим.
В 1987 году стал чемпионом Германии среди любителей в индивидуальной гонке с раздельным стартом, тогда как в командной гонке с раздельным стартом стал бронзовым призёром. Принял участие в «Велогонке Мира», выиграв здесь 13-й этап, занял 19-е место на «Гран-при Наций».
На любительском чемпионате Германии 1988 года выиграл индивидуальную и командную разделки. Был лучшим на одном из этапов «Тура Воклюза», стартовал на Rund um den Henninger-Turm и «Рут-дю-Сюд». Благодаря череде удачных выступлений удостоился права защищать честь страны на летних Олимпийских играх в Сеуле — занял 14-е место в индивидуальной гонке на время и вместе с соотечественниками Эрнстом Кристлем, Берндом Грёне и Раймундом Ленертом с результатом 2:00:06,3 расположился в итоговом протоколе командной гонки на время на шестой позиции. Вскоре после сеульской Олимпиады Штумпф подписал контракт с французской командой Toshiba и дебютировал на профессиональном уровне, в частности проехал классическую однодневную гонку «Париж — Тур».
В 1989 году выиграл три этапа «Тура Келлогга», став в генеральной классификации третьим, победил на одном из этапов «Тура Швейцарии», показал второй результат на «Вуэльте Валенсии», третий результат на «Омлоп Хет Волк», четвёртый результат на «Четыре дня Дюнкерка». Помимо этого, стартовал в таких престижных гонках как «Париж — Ницца», «Милан — Сан-Ремо», «Гент — Вевельгем», Tour de la Communauté Européenne и др. Находился в числе участников групповой гонки профессионалов на шоссейном чемпионате мира в Шамбери, но не финишировал здесь и не показал никакого результата.
В 1990 году выиграл первый этап «Вуэльты Валенсии», принял участие в гонках «Вуэльта Мурсии», «Три дня Де-Панне», «Тур Фландрии», «Париж — Рубе», «Гент — Вевельгем», «Критериум Дофине», «Тур Швеции», «Тур Нидерландов», «Париж — Брюссель», «Гран-при Фурми». При этом на мировом первенстве в Уцуномии вновь сошёл с дистанции.
Сезон 1991 года провёл в бельгийской команде Histor-Sigma. В её составе впервые участвовал в «Тур де Франс», был вторым на двух этапах, но в ходе 17-го этапа сошёл. Помимо этого, выиграл один из этапов «Четыре дня Дюнкерка», стал третьим на «Дварс дор Фландерен», стартовал на «Вуэльте Валенсии» и «Вуэльте Андалусии», «E3 Харелбеке», «Три дня Де-Панне», «Париж — Рубе», «Гент — Вевельгем», «Туре Швейцарии».
В 1992 году перешёл в немецкую команду Telekom. С ней вновь участвовал в «Тур де Франс» и на сей раз сошёл после 13-го этапа. Стартовал в гонках «Гран-при дю Миди-Либр» и «Тур Люксембурга». Вместе с Бруно Холенвегером выиграл шестидневную гонку «Шесть дней Кёльна».
В 1993 году представлял бельгийскую команду Collstrop-Assur Carpets, с которой сумел выиграть один из этапов «Вуэльты Валенсии» и стал третьим на одном из этапов «Вуэльты Мурсии». Также в этом сезоне в паре с Урсом Фройлером вновь одержал победу в гонке «Шесть дней Кёльна». По окончании сезона в возрасте 28 лет принял решение завершить карьеру профессионального велогонщика.
Впоследствии увлекался американским футболом, владел собственным рестораном в Швайнфурте. Дважды был женат, имел четырёх детей.
14 мая 2019 года в Берграйнфельде убил свою жену Мирьям, с которой недавно поссорился и расстался, после чего поджёг дом и покончил жизнь самоубийством.